# Пути титанов
«Пути титанов» — роман украинского писателя-фантаста Олеся (Александра) Бердника, впервые изданный в 1959 году. Роман был дважды переведён на русский язык (годы издания — 1962, 2017) и один раз — на венгерский язык (1966).

## Сюжет
Действие романа происходит в далёком будущем спустя много тысяч лет, в котором люди достигают продолжительности жизни в 500—600 лет. Тем не менее в этом будущем работают над проблемой полного обновления клеток человеческого тела, создан Институт воскрешений. Космическая экспедиция попадает в царство машин, почти уничтоживших своих творцов-людей. Железный диктатор — повелитель этого царства оставляет главного героя в одиночестве на космическом корабле, переместив его в совершенно иной мир, за миллионы световых лет от Земли, без знания координат той галактики, где он очутился. Это пугающее одиночество — без связи с человечеством, без знания о нём, бесконечная вереница одиноких лет — писатель передаёт с немалым мастерством.